# Pixel 2
Pixel 2 и Pixel 2 XL — второе поколение смартфонов на системе Android, разработанных компанией Google в рамках линейки продуктов Google Pixel. Они являются преемниками Pixel и Pixel XL. Смартфоны были официально анонсированы 4 октября 2017 года и выпущены в США 19 октября того же года. 9 октября 2018 года их преемниками стали Pixel 3 и Pixel 3 XL.

## История
В начале марта 2017 года Рик Остерлох из Google подтвердил, что в конце этого года они представят смартфон Pixel следующего поколения. Он заявил, что он «останется премиальным» и что «дешевого пикселя» не будет.
Изначально компания Google намеревалась использовать HTC для производства обоих своих флагманов, но позже выбрали LG для производства более крупного Pixel 2 XL. Неизданное устройство, которое должно было быть Pixel 2 XL под кодовым именем «Muskie», было переработано компанией HTC в её смартфон — HTC U11+.
Pixel 2 и Pixel 2 XL были выпущены в США на Verizon и Project Fi. 4 октября 2018 года Verizon Wireless прекратила продажи Pixel 2.

## Технические характеристики

### Дизайн
Задняя панель Pixel 2 и Pixel 2 XL выполнена из алюминия с тонким «премиальным» пластиковым покрытием и стеклянной верхней частью, обеспечивающей беспроводную передачу данных. В отличие от Pixel XL, который был увеличенной версией дизайна обычного Pixel, без каких-либо прочих изменений, внешний дизайн у Pixel 2 XL отличается от своего «меньшего собрата», используя более высокий дисплей 2:1 P-OLED (18:9) вместо 16:9 Amoled-дисплея у Pixel 2.

### Оборудование
Pixel 2 и Pixel 2 XL работают на базе процессора Snapdragon 835 в сочетании с 4 ГБ оперативной памяти LPDDR4X. Оба смартфона поставляются в вариантах с 64 или 128 ГБ внутренней памяти.

### Инновация
2 и 2 XL — первые смартфоны с виртуальной eSIM.